# Viktor Mar'enko
Viktor Semënovič Mar'enko (in russo Виктор Семёнович Марьенко?; Jasynuvata, 25 agosto 1929 – Petrovskoe, 9 luglio 2007) è stato un allenatore di calcio e calciatore sovietico, di ruolo attaccante.

## Biografia
Laureatosi alla scuola navale, serve per due anni come marinaio sui mercantili della Marina sovietica. In seguito, lavora come autista a Stalino, continua gli studi e inizia a giocare a calcio nella sua città natale.

## Carriera
Con la Torpedo Mosca vince il titolo sovietico del 1965, il secondo nella storia della squadra. E particolarmente ricordato anche per il suo periodo alla guida del Fakel di Voronež.

## Palmarès

### Giocatore
- Pervaja Liga: 1

Shakhtar Stalino: 1953 (Girone 3)

### Allenatore
- Campionato sovietico: 1

Torpedo Mosca: 1965